# Lijst van winnaars van de Ronde van Italië
De volgende tabel geeft een overzicht van alle winnaars van de Ronde van Italië voor mannen, zie voor de vrouwen Ronde van Italië voor vrouwen.
Voor elk editie vindt u een uitgebreider overzicht door op het jaartal te klikken 
| Jaar | Winnaar             | Nationaliteit       | Ploeg                   |
| ---- | ------------------- | ------------------- | ----------------------- |
| 1909 | Luigi Ganna         | Italië              | Team Atala              |
| 1910 | Carlo Galetti       | Italië              | Team Atala              |
| 1911 | Carlo Galetti       | Italië              | Bianchi                 |
| 1912 | Team Atala          | Italië              | Team Atala              |
| 1913 | Carlo Oriani        | Italië              | Maino                   |
| 1914 | Alfonso Calzolari   | Italië              | Stucchi                 |
| 1919 | Costante Girardengo | Italië              | Stucchi                 |
| 1920 | Gaetano Belloni     | Italië              | Bianchi                 |
| 1921 | Giovanni Brunero    | Italië              | Legnano                 |
| 1922 | Giovanni Brunero    | Italië              | Legnano                 |
| 1923 | Costante Girardengo | Italië              | Maino                   |
| 1924 | Giuseppe Enrici     | Italië              | Legnano                 |
| 1925 | Alfredo Binda       | Italië              | Legnano                 |
| 1926 | Giovanni Brunero    | Italië              | Legnano                 |
| 1927 | Alfredo Binda       | Italië              | Legnano                 |
| 1928 | Alfredo Binda       | Italië              | Wolsit                  |
| 1929 | Alfredo Binda       | Italië              | Legnano                 |
| 1930 | Luigi Marchisio     | Italië              | Legnano                 |
| 1931 | Francesco Camusso   | Italië              | Gloria                  |
| 1932 | Antonio Pesenti     | Italië              | Wolsit                  |
| 1933 | Alfredo Binda       | Italië              | Legnano                 |
| 1934 | Learco Guerra       | Italië              | Maino                   |
| 1935 | Vasco Bergamaschi   | Italië              | Maino                   |
| 1936 | Gino Bartali        | Italië              | Legnano                 |
| 1937 | Gino Bartali        | Italië              | Legnano                 |
| 1938 | Giovanni Valetti    | Italië              | Frejus                  |
| 1939 | Giovanni Valetti    | Italië              | Frejus                  |
| 1940 | Fausto Coppi        | Italië              | Legnano                 |
| 1946 | Gino Bartali        | Italië              | Legnano                 |
| 1947 | Fausto Coppi        | Italië              | Bianchi                 |
| 1948 | Fiorenzo Magni      | Italië              | Wilier Triestina        |
| 1949 | Fausto Coppi        | Italië              | Bianchi                 |
| 1950 | Hugo Koblet         | Zwitserland         | Guerra-Svizzera         |
| 1951 | Fiorenzo Magni      | Italië              | Nivea-Fuchs             |
| 1952 | Fausto Coppi        | Italië              | Bianchi                 |
| 1953 | Fausto Coppi        | Italië              | Bianchi                 |
| 1954 | Carlo Clerici       | Zwitserland         | Guerra-Svizzera         |
| 1955 | Fiorenzo Magni      | Italië              | Nivea-Fuchs             |
| 1956 | Charly Gaul         | Luxemburg           | Emi-Guerra              |
| 1957 | Gastone Nencini     | Italië              | Chlorodont              |
| 1958 | Ercole Baldini      | Italië              | Legnano                 |
| 1959 | Charly Gaul         | Luxemburg           | Emi-Guerra              |
| 1960 | Jacques Anquetil    | Frankrijk           | Fynsec                  |
| 1961 | Arnaldo Pambianco   | Italië              | Fides                   |
| 1962 | Franco Balmamion    | Italië              | Carpano                 |
| 1963 | Franco Balmamion    | Italië              | Carpano                 |
| 1964 | Jacques Anquetil    | Frankrijk           | St. Raphael             |
| 1965 | Vittorio Adorni     | Italië              | Salvarani               |
| 1966 | Gianni Motta        | Italië              | Molteni                 |
| 1967 | Felice Gimondi      | Italië              | Salvarani               |
| 1968 | Eddy Merckx         | België              | Faema                   |
| 1969 | Felice Gimondi      | Italië              | Salvarani               |
| 1970 | Eddy Merckx         | België              | Faemino                 |
| 1971 | Gösta Pettersson    | Zweden              | Ferretti                |
| 1972 | Eddy Merckx         | België              | Molteni                 |
| 1973 | Eddy Merckx         | België              | Molteni                 |
| 1974 | Eddy Merckx         | België              | Molteni                 |
| 1975 | Fausto Bertoglio    | Italië              | Jolly Ceramica          |
| 1976 | Felice Gimondi      | Italië              | Bianchi-Campagnolo      |
| 1977 | Michel Pollentier   | België              | Flandria                |
| 1978 | Johan De Muynck     | België              | Bianchi-Faema           |
| 1979 | Giuseppe Saronni    | Italië              | Del Tongo-Colnago       |
| 1980 | Bernard Hinault     | Frankrijk           | Renault-Gitane          |
| 1981 | Giovanni Battaglin  | Italië              | Inoxpran                |
| 1982 | Bernard Hinault     | Frankrijk           | Renault-Elf-Gitane      |
| 1983 | Giuseppe Saronni    | Italië              | Del Tongo-Colnago       |
| 1984 | Francesco Moser     | Italië              | Gis Tuc-Lu              |
| 1985 | Bernard Hinault     | Frankrijk           | La Vie Claire-Look      |
| 1986 | Roberto Visentini   | Italië              | Carrera                 |
| 1987 | Stephen Roche       | Ierland             | Carrera                 |
| 1988 | Andy Hampsten       | Verenigde Staten    | 7-Eleven Hoonved        |
| 1989 | Laurent Fignon      | Frankrijk           | Système U               |
| 1990 | Gianni Bugno        | Italië              | Chateau d'Ax            |
| 1991 | Franco Chioccioli   | Italië              | Del Tongo M.G.          |
| 1992 | Miguel Indurain     | Spanje              | Banesto                 |
| 1993 | Miguel Indurain     | Spanje              | Banesto                 |
| 1994 | Jevgeni Berzin      | Rusland             | Gewiss-Ballan           |
| 1995 | Tony Rominger       | Zwitserland         | Mapei-Gb                |
| 1996 | Pavel Tonkov        | Rusland             | Panaria-Vinavil         |
| 1997 | Ivan Gotti          | Italië              | Saeco                   |
| 1998 | Marco Pantani       | Italië              | Mercatone Uno-Bianchi   |
| 1999 | Ivan Gotti          | Italië              | Polti                   |
| 2000 | Stefano Garzelli    | Italië              | Mercatone Uno-Albacom   |
| 2001 | Gilberto Simoni     | Italië              | Lampre-Daikin           |
| 2002 | Paolo Savoldelli    | Italië              | Index-Alexia            |
| 2003 | Gilberto Simoni     | Italië              | Saeco                   |
| 2004 | Damiano Cunego      | Italië              | Saeco                   |
| 2005 | Paolo Savoldelli    | Italië              | Discovery Channel       |
| 2006 | Ivan Basso          | Italië              | CSC                     |
| 2007 | Danilo Di Luca      | Italië              | Liquigas                |
| 2008 | Alberto Contador    | Spanje              | Astana                  |
| 2009 | Denis Mensjov       | Rusland             | Rabobank                |
| 2010 | Ivan Basso          | Italië              | Liquigas-Doimo          |
| 2011 | Michele Scarponi    | Italië              | Lampre-ISD              |
| 2012 | Ryder Hesjedal      | Canada              | Garmin-Barracuda        |
| 2013 | Vincenzo Nibali     | Italië              | Astana                  |
| 2014 | Nairo Quintana      | Colombia            | Movistar Team           |
| 2015 | Alberto Contador    | Spanje              | Tinkoff-Saxo            |
| 2016 | Vincenzo Nibali     | Italië              | Astana                  |
| 2017 | Tom Dumoulin        | Nederland           | Team Sunweb             |
| 2018 | Chris Froome        | Verenigd Koninkrijk | Team Sky                |
| 2019 | Richard Carapaz     | Ecuador             | Movistar Team           |
| 2020 | Tao Geoghegan Hart  | Verenigd Koninkrijk | Team INEOS Grenadiers   |
| 2021 | Egan Bernal         | Colombia            | Team INEOS Grenadiers   |
| 2022 | Jai Hindley         | Australië           | BORA-hansgrohe          |
| 2023 | Primož Roglič       | Slovenië            | Team Jumbo-Visma        |
| 2024 | Tadej Pogačar       | Slovenië            | UAE Team Emirates       |
| 2025 | Simon Yates         | Verenigd Koninkrijk | Team Visma-Lease a Bike |